# Nightmare (japoński zespół muzyczny)

Logotyp zespołu

Nightmare (jap. ナイトメア Naitomea) – zespół visual kei z Japonii. Odnieśli duży sukces dzięki piosenkom „The World” i „Alumina”, które zostały użyte jako opening i ending do anime Death Note.

## Historia
Zespół został założony 1 stycznia 2000 roku przez Sakito i Hitsugi’ego gdy większość członków było w liceum. Niedługo później, Ni~ya został zaproszony przez Sakito, a Yomi przez Hitsug’iego. Zannin dołączył gdy usłyszał, że jego koledzy z klasy zakładają zespół. Tworzyli pod wpływem takich zespołów jak X JAPAN czy LUNA SEA. Zanim zaczęli pisać własny materiał, grali jako cover band. Po pewnym czasie Zannin odszedł z zespołu z niewiadomych przyczyn. Jego miejsce zajął Ruka, najpierw jako członek wspomagający, lecz później został stałym perkusistą.

## Członkowie

### Obecni
- YOMI – wokal
- Hitsugi (jap. 柩) – gitara
- Sakito (jap. 咲人) – gitara
- Ni〜ya – gitara basowa
- RUKA – perkusja

### Byli
- Zannin – perkusja

## Dyskografia

### Albumy
- Ultimate Circus (25 grudnia 2003)
- Livid (25 listopada 2004)
- Anima (22 lutego 2006)
- Gianism Best Ofs (21 czerwca 2006)
- The World Ruler (27 lutego 2007)
- Nightmare 2003-2005 Single Collection (30 stycznia 2008)
- Kyokuto Symphony ~The Five Stars Night~ @Budokan (luty 2008)
- Killer Show (21 maja 2008)
- Majestical Parade (13 maja 2009)
- Gianizm (1 stycznia 2010)
- Historical ~The Highest Nightmare~ (20 października 2010)
- Nightmare (23 listopada 2011)
- SCUMS (30 stycznia 2013)
- NOX: LUX (2022)

### Mini albumy
- Outlaw (jap. アウトロー; 21 listopada 2002)

### Single

#### Indies
|   | Data Wydania | Nazwa                      | Inne Informacje |
| 1 | 2001/11/11   | Hankouki                   |                 |
| 2 | 2002/02/21   | Jiyuu Honpo Tenshin Ranman |                 |
| 3 | 2002/06/05   | Gaia -Zenith side-         |                 |
| 4 | 2002/6/21    | Gaia -Nadir side           |                 |

#### Główne
|    | Data Wydania | Nazwa                          | Inne Informacje                                                          |
| 1  | 2003/8/21    | -Believe-                      | 24 miejsce na cotygodniowej liście Oricon                                |
| 2  | 2003/11/21   | Akane (茜)/Hate/Over           | 25 miejsce na cotygodniowej liście Oricon                                |
| 3  | 2004/4/21    | Varuna                         | 29 miejsce na cotygodniowej liście Oricon                                |
| 4  | 2004/7/22    | Tokyo Shounen (東京傷年)       | 21 miejsce na cotygodniowej liście Oricon                                |
| 5  | 2004/10/21   | Shian (シアン)                 | 22 miejsce na cotygodniowej liście Oricon                                |
| 6  | 2005/4/1     | Jibun no Hana (時分ノ花)       | 21 miejsce na cotygodniowej liście Oricon                                |
| 7  | 2005/8/10    | Яaven Loud Speeeaker           | 23 miejsce na cotygodniowej liście Oricon                                |
| 8  | 2005/12/7    | LivEvil                        | 24 miejsce na cotygodniowej liście Oricon                                |
| 9  | 2006/10/18   | The World/Alumina (アルミナ)   | Death Note OP theme/ED theme // 5 miejsce na cotygodniowej liście Oricon |
| 10 | 2007/6/6     | Raison D’etre (レゾンデートル) | Claymore OP // 3 miejsce na cotygodniowej liście Oricon                  |
| 11 | 2007/10/3    | Konoha (このは)                | 4 miejsce na cotygodniowej liście Oricon                                 |
| 12 | 2007/11/7    | Dirty                          | Majin Tantei Nōgami Neuro OP // 8 miejsce na cotygodniowej liście Oricon |
| 13 | 2008/9/17    | Lost in Blue                   | Mouryou no Hako OP // 2 miejsce na cotygodniowej liście Oricon           |
| 14 | 2008/12/3    | NAKED LOVE                     | Mouryou no Hako ED theme // 4 miejsce na cotygodniowej liście Oricon     |
| 15 | 2009/9/22    | Rem_                           | 3 miejsce na cotygodniowej liście Oricon                                 |
| 16 | 2010/6/23    | a:FANTASIA                     | 5 miejsce na cotygodniowej liście Oricon                                 |
| 17 | 2011/5/18    | VERMILION.                     | 6 miejsce na cotygodniowej liście Oricon                                 |
| 18 | 2011/9/7     | SLEEPER                        | 7 miejsce na cotygodniowej liście Oricon                                 |
| 19 | 2012/2/29    | mimic                          |                                                                          |
| 20 | 2012/11/21   | Deus ex machina                |                                                                          |

### Koncerty
- „Ultimate Circus” (grudzień 2003)
- „Tour CPU 2004” (2004)
- „Gianism Tsu” (2006)
- „The World Ruler Encore.” (czerwiec 2007)
- „Far East Symphony ~The Five Stars Night~” (wrzesień 2007)
- „Dirty Influence” (grudzień 2007)
- „2008 Zepp Tour Six Point Killer Show” (marzec 2008)
- „ZEPP Sendai (Charity Concert)” (wrzesień 2008)
- „Nightmare Live House Tour 2008 Killer Show” (2008)
- „Nightmare Tour 2008 Grand Killer Show” (2008)
- „The 9th New Departure” (2009)
- „Nightmare Live House tour 2009 Parade of Nine” (maj 2009)
- „Nightmare Tour 2009 Parade ~Start of Pest Eve~.” (maj 2009)
- „Parade Tour Final „Majestic”” (sierpień 2009)
- „Six-Show Fan Club-Only Live House Tour” (grudzień 2009)
- „10th Anniversary Special Live @ Saitama Super Arena” (styczeń 2010)